# Ковалевко (Оборницький повіт)
Ковалевко (пол. Kowalewko, нім. Schmiedenau) — село в Польщі, у гміні Оборники Оборницького повіту Великопольського воєводства.
Населення — 193 особи (2011).
У 1975-1998 роках село належало до Познанського воєводства.

## Демографія
Демографічна структура станом на 31 березня 2011 року:
|          | Загалом | Допрацездатний вік | Працездатний вік | Постпрацездатний вік |
| -------- | ------- | ------------------ | ---------------- | -------------------- |
| Чоловіки | 105     | 28                 | 69               | 8                    |
| Жінки    | 88      | 17                 | 60               | 11                   |
| Разом    | 193     | 45                 | 129              | 19                   |